# Giuseppe Sabadini
Giuseppe Sabadini (Sagrado (Itália), 26 de março de 1949) é um ex-futebolista e treinador italiano que atuava como defensor.

## Carreira
Giuseppe Sabadini fez parte do elenco da Seleção Italiana de Futebol na Copa do Mundo de 1974.